# Mamadou N'Doye
Mamadou N'Doye (Rufisque, 6 ottobre 1979) è un ex cestista senegalese.

## Carriera
Con il Senegal ha disputato i Campionati mondiali del 2014 e due edizioni dei Campionati africani (2011, 2013).